# بوكير، غارد
بوكير هي بلدية فرنسيّة تقع في إقليم غارد الواقع في منطقة لنكدوك روسيون في جنوب فرنسا. يُنسب إليها الكُتيّبُ الذي قام نابليون بونابارت بكتابته، إذ أسماه عشاء بوكير.